# 사티로스와 에로스와 함께 있는 아프로디테
〈사티로스와 에로스와 함께 있는 아프로디테〉(영어: Venus with a Satyr and Two Cupids)는 안니발레 카라치가 1588-1590년에 그린 유화로 현재 피렌체의 우피치 미술관에 소장되어 있다. 그 연대는 베네치아의 강한 영향에 기초하고 있다. 즉, 이 예술가는 1580년대 말에 잠시 그 도시에 머물렀다는 것이다.
이 작품은 1620년 볼로냐의 신사인 카밀로 볼로네티(Camillo Bolognetti)가 코시모 2세 데 메디치의 사절에게 팔았을 때 처음 기록되었다. 이 그림은 이후 피렌체로 옮겨져 메디치 가문의 컬렉션에 속하게 되어, 우피치 미술관의 트리뷰나에 전시되었으며, 요한 조파니가 그린 그림인 〈우피치의 트리뷰나〉의 왼쪽 상단에 등장하여, 귀도 레니의 〈관용〉 옆, 그리고 라파엘로의 〈의자에 앉은 성모〉 바로 위에 위치한다. 이 그림은 에로틱한 분위기 때문에 18세기에 다른 캔버스로 덮였다가 19세기 초에야 제거되었다.

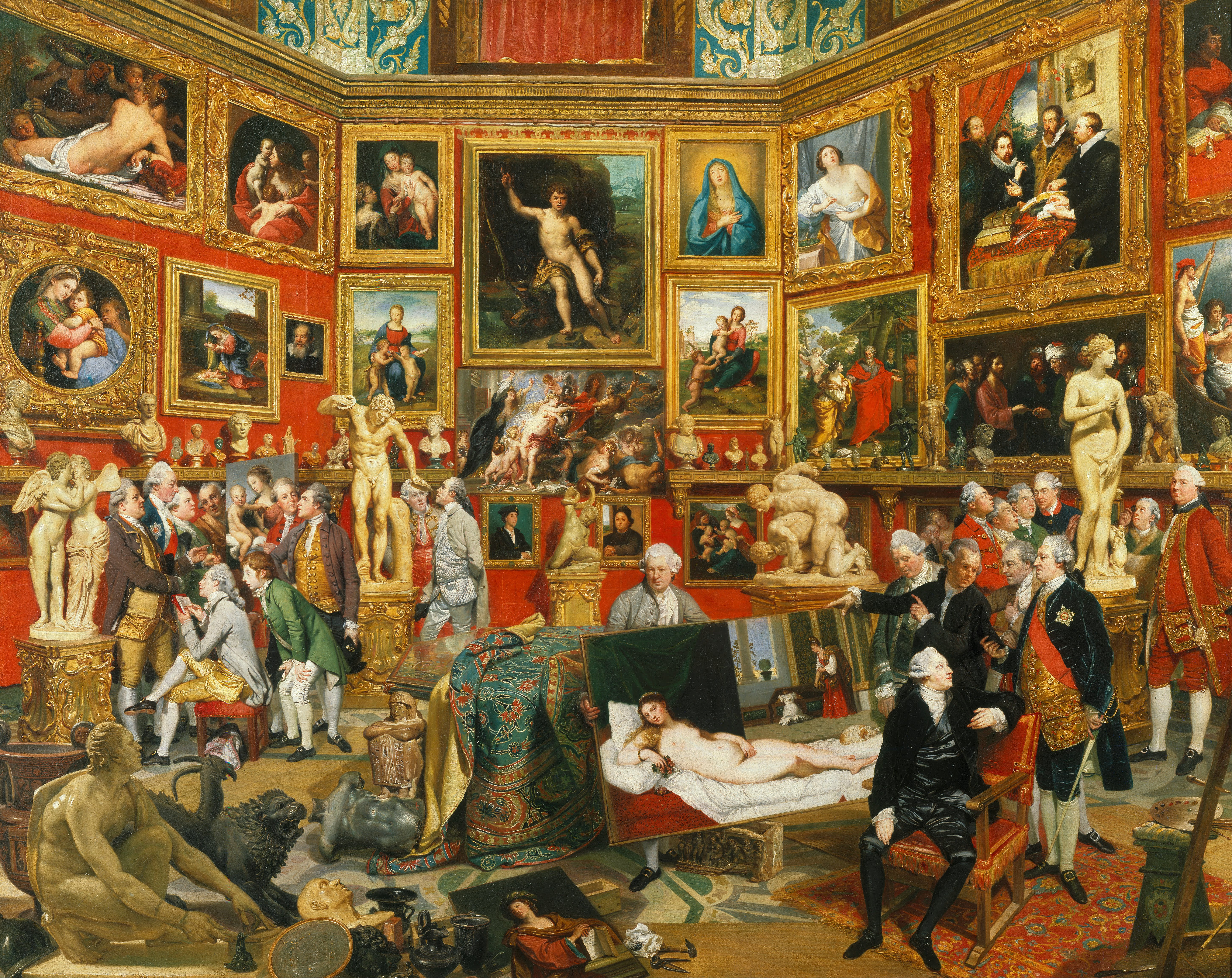
요한 조파니가 1772~1778에 그린 〈우피치의 트리뷰나〉, 왼쪽 상단에 〈사티로스와 에로스와 함께 있는 아프로디테〉가 등장한다.

## 갤러리

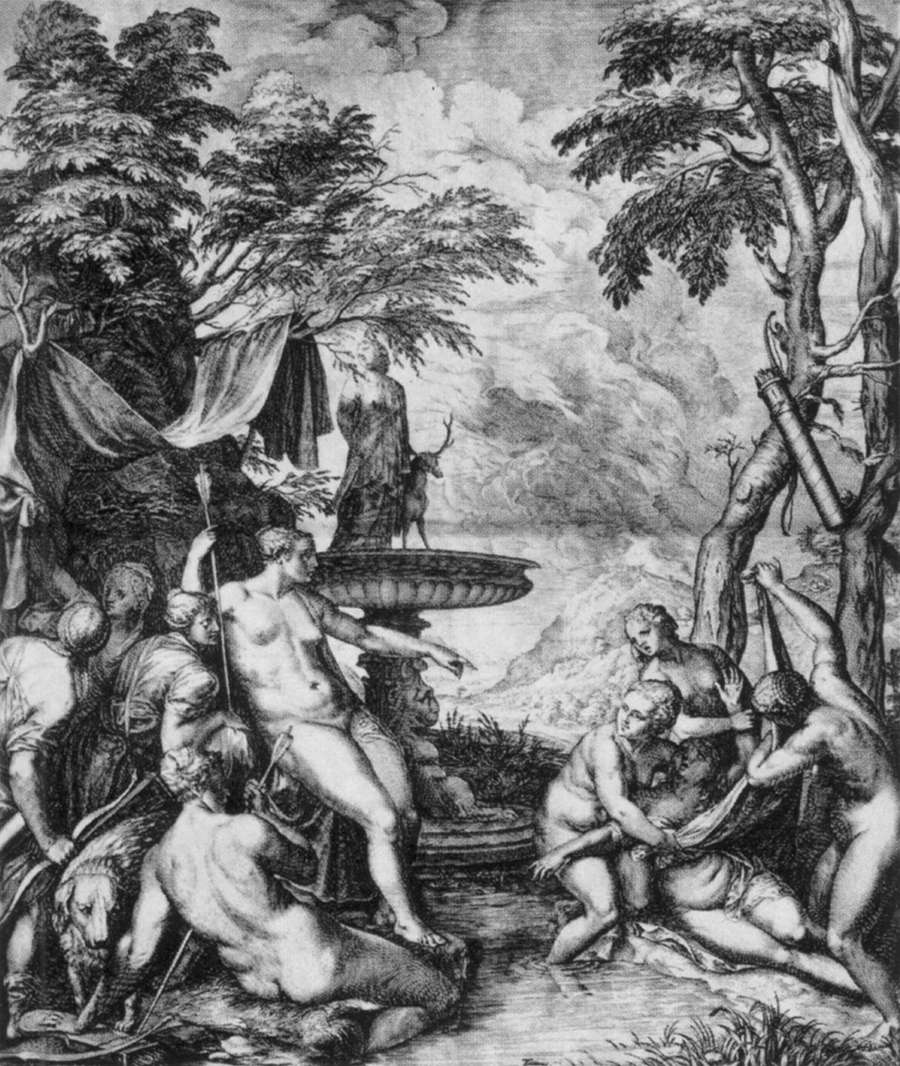
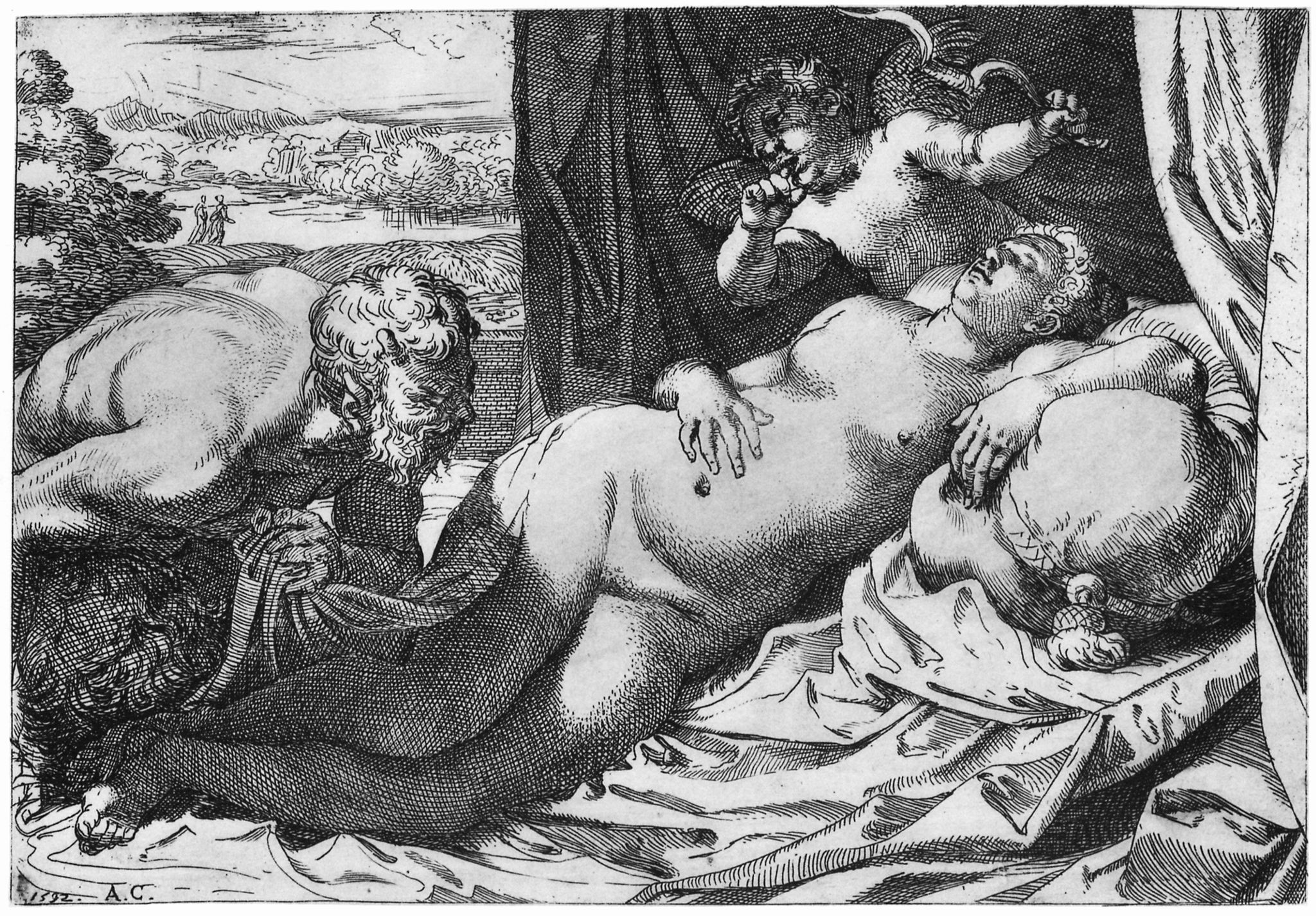
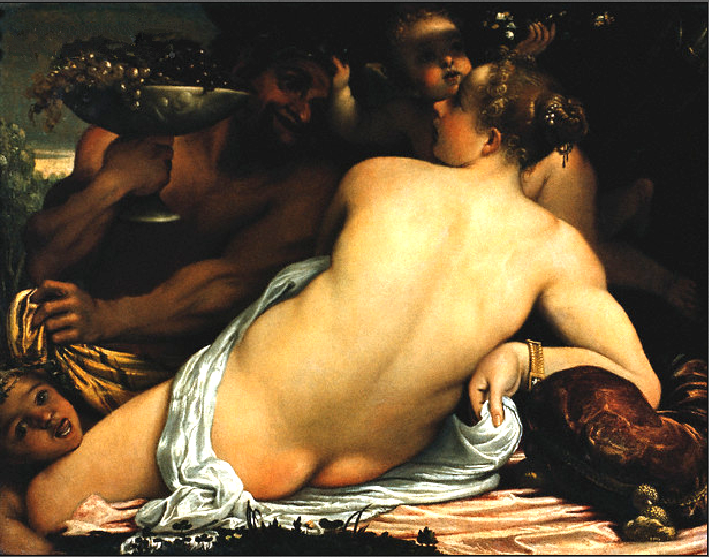
크라이슬러 박물관에 있는 복제품